# Džemaludin Čaušević
Mehmed Džemaludin ef. Čaušević, född 1870, död 28 mars 1938, var en bosniakisk reformator och imam.